# Петряево (Сокольский район)
Петряево — деревня в Сокольском районе Вологодской области.
Входит в состав Воробьёвского сельского поселения, с точки зрения административно-территориального деления — в Воробьёвский сельсовет. Расположена к югу от автодороги А123.
Расстояние по автодороге до районного центра Сокола — 62 км, до центра муниципального образования Воробьёва — 6 км. Ближайшие населённые пункты — Нелидово, Большие Ивановские, Сукманица.
По переписи 2002 года население — 33 человека (16 мужчин, 17 женщин). Всё население — русские.